# Inflazione eterna

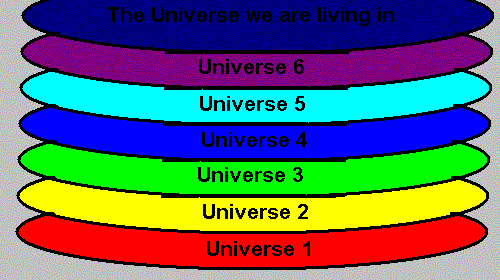
"Universi a bolla", ogni disco è un universo a bolla con costanti fisiche diverse da quelle degli altri. Quest'immagine illustra il concetto di come il nostro universo possa essere solo uno tra molte (forse infinite) bolle.

L'inflazione eterna è un modello di inflazione cosmologica dell'universo prevista da alcune estensioni della teoria del Big Bang e del modello standard della cosmologia.
Il modello originale di Alan Guth di inflazione includeva una fase di "falso vuoto" con energia del vuoto positiva. Parti dell'universo in quella fase si espandono inflativamente e solo occasionalmente decadono ad uno stato di energia minore, non inflazionario, chiamato anche stato fondamentale. Nelle teorie dell'inflazione eterna la fase di espansione accelerata dell'universo dovuta all'inflazione continua per sempre, almeno in alcune regioni. Dato che queste regioni si espandono a tassi esponenziali, l'intero volume dell'universo cresce indefinitamente fino alla riproduzione di un nuovo universo. L'inflazione eterna è prevista da molti modelli differenti di inflazione cosmica.
La teoria comprende anche la cosiddetta variante dell'inflazione caotica o teoria delle bolle (in inglese Bubble Theory), un modello di cosmologia frattale proposto da Andrej Linde. Secondo Linde, l'inflazione caotica implicherebbe l'effettiva e reale esistenza di un multiverso, nel caso un universo inflazionario infinito, di cui l'universo osservabile scaturito dal Big Bang è solo una parte.

## Teoria delle bolle
La teoria delle bolle è parte delle varie elaborazioni sul multiverso, del quale il nostro universo sarebbe solo una delle infinite "bolle", ed è uno dei pochi modelli di multiverso che segue completamente il modello standard della cosmologia. Nota anche come teoria dell'universo a bolle, è stata proposta negli anni ottanta del novecento e nel 2014, e avrebbe ricevuto alcune conferme sperimentali, non condivise però da molti fisici, in quanto i risultati di BICEP2 confliggerebbero con quelli raccolti successivamente dalla sonda Planck Surveyor.
Come altre teorie inflazionistiche, solitamente è contrapposta alle altre principali teorie fisiche della cosmologia, ossia quelle dell'universo oscillante o modelli ciclici, anche se secondo alcuni, come Michio Kaku, l'inflazione caotica si adatta alle proposte di "teorie del tutto" quali le stringhe e il Big Splat, spiegando il dopo Big Bang di questo universo e gli eventuali universi figli, mentre esse spiegano anche il "prima", ossia l'origine di tutti gli universi.
Il concetto dell'universo a bolle comporta la creazione di universi derivanti dalla schiuma quantistica di un "universo genitore" o da un unico Big Bang. Alle scale più piccole (quantistiche, come la lunghezza di Planck), la spazio ribollirebbe a causa di fluttuazioni di energia e transizioni di fase, trovandosi in un falso vuoto, in quanto in fisica quantistica, a differenza che nella teoria della relatività generale, non esiste il vuoto o il nulla, nemmeno in caso di Big Rip o morte termica dell'universo. Il fenomeno del ribollire è forse dovuto al principio di indeterminazione di Heisenberg, e uno dei suoi effetti è la schiuma quantica. Il vuoto quantistico sarebbe infatti "schiumoso" e impossibile da lacerare e distruggere.
Le fluttuazioni nel vuoto quantistico però continuano, da ciò il termine "caotica", e possono creare piccole bolle e wormhole. Se la fluttuazione di energia non è molto grande, un piccolo universo a bolla può formarsi, sperimentare una qualche espansione (come un palloncino che si gonfia), ed in seguito potrebbe contrarsi.
Comunque, se la fluttuazione energetica è maggiore rispetto ad un certo valore critico, si forma un piccolo universo a bolla dall'universo parentale, va incontro ad un'espansione a lungo termine, e permette la formazione sia di materia che di strutture galattiche a grandissima scala.
Esistono alcune somiglianze tra l'universo della teoria dello stato stazionario (una teoria di cosmologia non standard) e quello dell'inflazione eterna caotica: nel primo, senza Big Bang o alcuni little bang, l'espansione viene bilanciata dalla creazione continua di nuova materia (atomi di idrogeno, o di particelle di Planck), nel secondo dalla creazione di nuove bolle inflazionarie di spaziotempo, energia e materia. Entrambi aderiscono al principio cosmologico perfetto, per cui l'universo o il multiverso (nel secondo caso) appare uguale da qualsiasi punto all'ipotetico osservatore indipendentemente nello spazio e nel tempo, e spiegano (come le altre teorie del multiverso) il principio antropico e il fine-tuned Universe con la legge dei grandi numeri. L'inflazione del nostro universo sarebbe quindi cominciata dopo il Big Bang, ma lo stesso Big Bang potrebbe essere parte di una più grande inflazione di altri universi. A differenza delle teoria delle stringhe e dei suoi derivati, questa teoria non è una potenziale teoria del tutto, non spiegando cosa dà origine alle regole quantistiche.

### Teoria nei dettagli
Nella teoria delle bolle, sostenuta da Andrej Linde riprendendo alcune teorie del passato, ogni bolla inflazionaria di questa "schiuma quantica" è invece un universo (come il nostro), collegato ad altri universi tramite i wormhole teorizzati da Einstein; alcuni di questi universi sono abitabili, altri no, e ognuno ha la sua storia ed evoluzione specifica, passata e futura. 

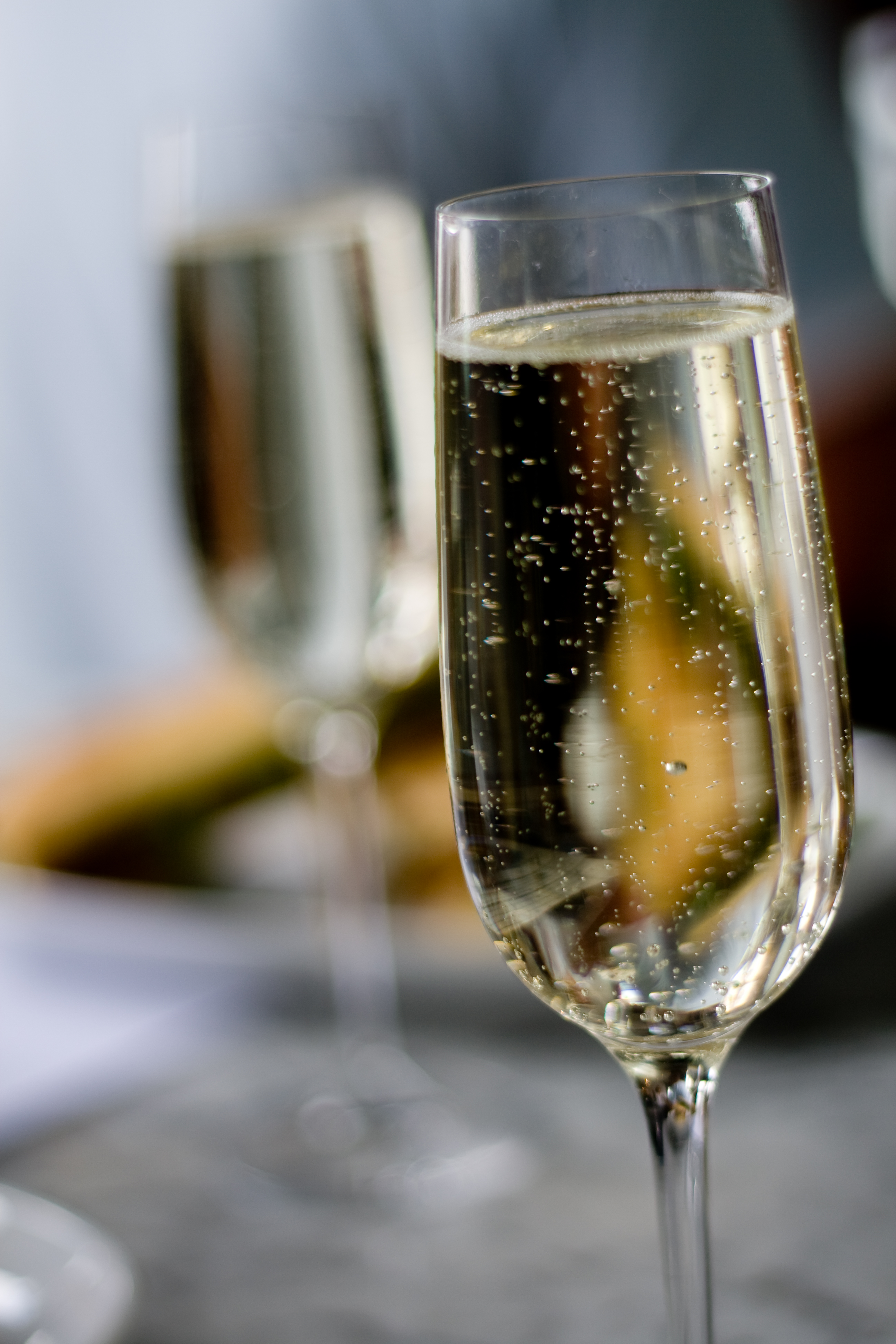
Andrej Linde chiama il suo modello, scherzosamente, "universo a formaggio svizzero" o a "coppa di champagne". Ogni universo di questo multiverso è infatti visto come una piccola bolla di anidride carbonica in una calice di vino frizzante.

Nell'inflazione teorizzata da Linde, oltre l'universo osservabile lo spaziotempo può essere ancora in uno stato di inflazione, con altri universi “bolla” che si formano ogni volta che in qualche punto l'inflazione si ferma. Se il nostro universo fosse l'unico esistente, si avrebbe quindi bisogno di una spiegazione scientifica del perché sembra così ben calibrato per consentire un certo ordine e la vita biologica. Se invece non è che uno dei tanti esistenti, ognuno di essi può avere parametri differenti e differenti costanti, e solo a un universo (o a pochi) è capitato di avere valori tali che hanno permesso la vita. Alcuni risultati di osservazione e sperimentazione confermerebbero a grandi linee questa teoria, verificando la teoria inflazionistica, tramite le onde gravitazionali, che conduce, secondo Linde e Alan Guth, alla variante di un multiverso a bolle.
Una teoria formulata dal fisico Alexander Vilenkin afferma che il multiverso è formato da tanti universi, ognuno dei quali si trova confinato in una bolla in inflazione eterna (cioè in costante espansione esponenziale), incluso il nostro (ogni singolo universo, almeno rispetto ad osservatori situati al suo interno, deve implicare una genesi riconducibile o affine ad un Big-bang). In alcune zone di una bolla la deformazione dello spazio-tempo è tale da portare alla formazione di una nuova bolla, aprire un varco verso un nuovo universo; dopo un certo periodo, sempre per effetto della deformazione, la nuova bolla si stacca e si forma un universo del tutto indipendente, senza alcun punto di collegamento con quello di partenza.
Le regioni formate dall'inflazione caotica si espandono a tassi esponenziali, l'intero volume dell'universo cresce indefinitamente e sempre più rapidamente. Quindi l'universo sarebbe infinito ed eterno e si autoriprodurrebbe tramite queste bolle che da esso si staccano e così via. Questo può essere già accaduto: finite ed osservabili sono solo alcune parti di questo multiverso, ma nel frattempo se ne sono già generati altri, come accade con la riproduzione cellulare in biologia (vedere anche: selezione naturale cosmologica).
Il nostro universo (o la parte da noi visibile e studiabile) non è che una piccolissima zona dell'esistente, il cosiddetto universo osservabile).
L'inflazione eterna è prevista da molti modelli differenti di inflazione cosmica. Il modello originale di Alan Guth di inflazione includeva una fase di "falso vuoto" con energia del vuoto positiva. Se il vuoto non è lo stato a minore energia (un falso vuoto quindi), potrebbe collassare nello stato a minore energia. Ciò prende il nome di disastro della metastabilità del vuoto. Questo fatto cambierebbe completamente il nostro universo; le costanti fisiche potrebbero avere valori diversi, che altererebbero le basi della materia. Parti dell'universo in quella fase si espandono inflativamente e solo occasionalmente decadono ad uno stato di energia minore, non inflazionario, chiamato anche stato fondamentale. Nell'inflazione caotica, proposta dal fisico Andrej Linde, i picchi nell'evoluzione di un campo scalare, che determina l'energia del vuoto, corrispondono a regioni in cui l'inflazione domina.
Il falso vuoto dovrebbe decadere esponenzialmente, tuttavia le bolle di falso vuoto potrebbero anche espandersi esponenzialmente in modo tale che una regione dominata dal falso vuoto non sparisce mai. In queste regioni di falso vuoto occasionalmente potrebbero crearsi nuove bolle, e quindi nuovi universi, come semplice risultato del decadimento del falso vuoto. Il periodo inflativo dell'universo continua quindi a perdurare per sempre in diverse regioni dello spazio tempo. L'universo che noi effettivamente osserviamo sarebbe quindi solo una delle possibili bolle che si sono sviluppate, molti altri universi anche simili al nostro sarebbero quindi possibili. Talvolta le bolle possono toccarsi e influire sullo spaziotempo con nuova produzione di energia.

### Spiegazione fisica e matematica
La teoria prende ispirazione dal principio di indeterminazione di Heisenberg, parte della meccanica quantistica, che può essere formulato come:

{\displaystyle \sigma _{x}\cdot \sigma _{p}\geq {\frac {\hbar }{2}}}
In pratica, il calcolo spiega che il principio di conservazione dell'energia può essere violato ma solo per tempi molto corti. Più alta è l'energia estratta dal nulla, minore è il tempo in cui può essere fatto; lo spazio che noi crediamo vuoto in realtà è pieno di particelle che esistono per tempi brevissimi.
Nel modello inflazionario afferma che da una di queste fluttuazioni quantistiche si formò l'Universo: si creò dal nulla una bolla delle dimensioni di 10-35 metri contenente tutta l'energia di massa dell'Universo (sulla natura e la forma si è molto discusso, ad esempio nel modello dello stato di Hartle-Hawking), che però non scomparve, ma venne gonfiata dai cosiddetti campi scalari (campo di Higgs). Questa espansione esplosiva o inflazione ha portato il giovane e piccolo universo dalle dimensioni di un protone alle dimensioni di un pompelmo in soli 10-32 secondi. Il modello inflazionario spiegherebbe così l'omogeneità dell'universo e il problema dell'orizzonte.
Se questo modello fosse valido, il nostro universo si sarebbe formato da una fluttuazione quantistica in uno spaziotempo preesistente, inoltre questo meccanismo sarebbe possibile anche nell'universo attuale. Si sostiene quindi che si producono continuamente universi all'interno di altri universi, come bolle in una schiuma, ma solo in zone al confine dell'universo. Le bolle, essendosi poi dissolte o staccate dall'universo genitore, possono essere verificate solo dalle tracce lasciate nella radiazione cosmica di fondo, anche se è possibile che ci sia rimasto un collegamento (il "wormhole", appunto).

### Bolle inflazionarie differenti
Come in un multiverso della teoria delle stringhe, ogni universo ha proprie leggi fisiche: le bolle con Lambda positiva formeranno uno spazio chiamato universo di de Sitter, cioè in espansione accelerata, come il nostro universo; le bolle con Lambda negativa formeranno uno spazio Anti-de Sitter, che invece collassa in un Big Crunch, e le bolle con Lambda uguale a 0 daranno uno spaziotempo di Minkowski, che non ha l'inflazione all'interno di esso. Alcuni fisici sostengono che non esista una prima bolla, altri che esista e sia una sorta di Big Bang dovuto a fluttuazione quantistica. L'energia oscura sarebbe l'energia del vuoto del nostro universo, dovuta al fatto che l'universo è "sfuggito" alla gravità e quindi può accelerare infinitamente la spinta del Big Bang (questo avverrebbe solo in alcuni universi come il nostro, essendo un universo di de Sitter con costante cosmologica positiva, mentre altre bolle potrebbero essere prive di tale legge fisica). Ci sarebbe infatti un'inflazione nel multiverso e una interna all'universo.
La perfezione cosmica di alcune leggi (fine-tuned Universe), atte a favorire la nascita della vita, spingerebbe quindi a scegliere, secondo la maggioranza dei fisici, o la teoria probabilistica degli universi infiniti (multiverso), o la teoria dell'universo progettato apposta (disegno intelligente): la seconda non è però scienza ma fede, mentre la prima è una teoria che sarebbe pienamente scientifica e ha una buona possibilità di essere veritiera, come è stato osservato anche da Stephen Hawking.
L'universo (o il multiverso, o ciò che esiste) ha forse avuto un qualche inizio - ma potrebbe anche non averlo - e probabilmente esso e la materia/energia non avranno mai una fine, come indicano anche le leggi di conservazione della massa di Antoine Lavoisier. L'inflazione caotica di Linde e Guth viene anche ad assomigliare alla teoria dello stato stazionario di Fred Hoyle, una teoria oggi considerata non standard. Guth, Linde e altri hanno osservato che se l'inflazione è veritiera, allora è reale - con alta probabilità - anche il multiverso, in quanto modelli teorici inflazionari senza multiverso sono fattibili ma molto difficili da costruire.

## Verifiche sperimentali

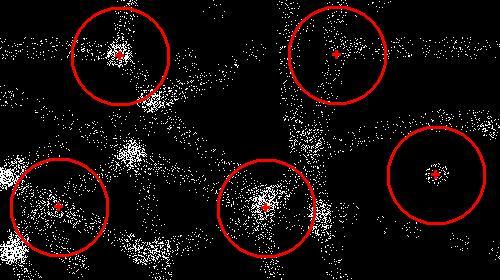
Possibile aspetto di un multiverso

Il 17 marzo 2014 gli astrofisici John Kovac e Chao-Lin Kuo, dell'Università di Harvard (Boston), hanno presentato alcune prove che l'universo, dopo il Big Bang, ha subìto una inflazione. Sono le evidenze che trasformerebbero l'ipotesi dell'universo inflazionario in una teoria verificata sperimentalmente, il che, secondo Andrej Linde, Alan Guth e altri (non coinvolti direttamente con lo studio, ma che hanno formulato la fisica teorica inflazionaria), è la prova che i calcoli teorici della teoria dell'inflazione eterna e caotica (non un'esplosione o un'inflazione ordinata, ma una dilatazione iniziale superiore a quella della velocità della luce), la base per la teoria delle bolle che generano eternamente universi (in quanto espansi con velocità differenti), sono veritieri. L'energia oscura sarebbe una delle forze di questo fenomeno. Nel 2014 il progetto BICEP2 (evoluzione di BICEP, cioè Background Imaging of Cosmic Extragalactic Polarization) ha rilevato, con radiotelescopi e apparecchiature situate al Polo Sud presso la base Amundsen-Scott, l'esistenza, tramite osservazione indiretta, di onde gravitazionali primordiali (la cui esistenza effettiva, prevista dalla relatività generale, è stata appurata però solo nel 2016), fatta osservando la radiazione cosmica di fondo. Tuttavia, tali osservazioni non sono state confermate dalle misure effettuate dal satellite Planck dell'ESA: la ragione dell'errore è stato attribuito alla presenza della polvere interstellare, che avrebbe falsato i dati.
Se le osservazioni fossero confermate circa il 90% delle teorie inflazionarie potrebbero essere invalidate, mentre l'inflazione caotica viene promossa dai dati osservativi.
Chi critica l'inflazione in generale, afferma ad esempio che i dati successivi, di Planck Surveyor, sarebbero in contraddizione, o che la teoria manca di falsificabilità o che violi la relatività generale.